# Apor
Apor (verschillende takken voeren de stijl altorjai of zaláni) is een geslacht uit de Hongaarse oeradel met een sleutelrol in de Hongaarse en Transsylvaanse geschiedenis. De verschillende takken hebben verschillende titels gevoerd over de tijd, waaronder primor (de hoogste adellijke titel in Szeklerland, in vertaling meestal aangeduid als baron of graaf,) en later de op het Westen geïnspireerde titels báró (baron) en gróf (graaf).

## Geschiedenis
Over de precieze oorsprong van de familie wordt getwist, maar vanaf de eerste geschreven bronnen die de Apors noemen wordt het geslacht tot de Transsylvaanse aristocratie gerekend. Leden van het huis Apor voeren hun afstamming terug op de Hongaarse veldheer Apor, bekend van zijn belegering van Constantinopel in de 10e eeuw. De Transsylvaanse historicus Peter baron Apor von Altorja (1676-1752) noemt daarnaast dat deze Apor een zoon moet zijn geweest van grootprins Árpád, veroveraar en stichter van het moderne Hongarije (hoewel hij aangeeft, dat er geen overlevende geschreven bronnen zijn, die dit expliciet vermelden). Volgens Transsylvaanse verhalen en legendes heeft de familie vervolgens de rabonbáns geleverd, de vroege vorsten van de Szeklers. Deze Apor-heersers bleven zich verzetten tegen het oprukkende christendom tot lang nadat koning Stefan I (Szent István) de oorspronkelijke Hongaarse religie had uitgebannen. Al in deze tijd was het geslacht gevestigd in het kasteel te Bálványos (waarvan de naam zelf betekent "daar waar de afgodsbeelden staan", wat op het geloof van de Apors terug te voeren valt). Tevens heeft het huis Apor talrijke andere vestingen laten bouwen, waaronder in Fogaras.
Later bleef het huis Apor een belangrijke rol spelen in de Transsylvaanse en Hongaarse geschiedenis. In 1217-1218 namen leden van de familie met hun troepen deel aan de kruisvaart van koning Andreas II naar Jeruzalem. In 1307 trok Otto van Beieren, de gekroonde koning van Hongarije, naar Bálványos om de dochter van Ladislaus Apor (Kán) ten huwelijk te vragen. Apor, toentertijd Vajda (wojwode, vorst) van Transsylvanië, nam de koning vervolgens gevangen en ontnam deze ook zijn kroon, de (heilige) Hongaarse Stefanskroon. De gevangenschap van Otto en zijn verlies van de kroon maakten dat de Angevijse dynastie de Hongaarse troon kon bestijgen. Apor hield hierna vast aan de Stefanskroon en gaf deze zelfs niet terug voor de kroningsceremonie van de nieuwe koning, waarvoor daarom een nieuwe kroon moest worden gemaakt. Omdat koningen in Hongarije pas als werkelijk legitiem werden gezien nadat ze met de Stefanskroon waren gekroond, maande de paus Apor tot redelijkheid. Desondanks gaf Apor de kroon pas terug in 1310 - drie jaar nadat hij deze had verkregen.
In 1307 trok Otto van Beieren, de gekroonde koning van Hongarije, naar Bálványos om de dochter van Ladislaus Apor (Kán) ten huwelijk te vragen, eerste vermelding van een telg van dit geslacht. Apor, toentertijd Vajda (wojwode, vorst) van Transsylvanië, nam de koning vervolgens gevangen en ontnam deze ook zijn kroon, de (heilige) Hongaarse Stefanskroon. De gevangenschap van Otto en zijn verlies van de kroon maakten dat de Angevijse dynastie de Hongaarse troon kon bestijgen. Apor hield hierna vast aan de Stefanskroon en gaf deze zelfs niet terug voor de kroningsceremonie van de nieuwe koning, waarvoor daarom een nieuwe kroon moest worden gemaakt. Omdat koningen in Hongarije pas als werkelijk legitiem werden gezien nadat ze met de Stefanskroon waren gekroond, maande de paus Apor tot redelijkheid. Desondanks gaf Apor de kroon pas terug in 1310 - drie jaar nadat hij deze had verkregen.
Vanaf de 15e eeuw is de genealogie van de familie beter gedocumenteerd in geschreven bronnen. De familie heeft ergens in de 16e eeuw haar kasteel in Bálványos verlaten voor een residentie in Torja. Van deze residentie stamt de stijl altorjai (Latijn: Apor de Altorja; Duits: Apor von Altorja). In 1506 woonde István Apor volgens koninklijke brieven nog in Bálványos - waarschijnlijk was het zijn zoon András die vervolgens naar Torja is verhuisd. Van zijn tien kinderen werd één, Lázár Apor, alkirálybiró (koninklijke rechter-bestuurder) voor het gebied Kézdiszék en een andere, István, werd de rijkste man in Transsylvanië, met meerdere civiele en militaire titels. István verkreeg de westers geïnspireerde titel báró op 1 mei 1693, en de titel gróf op 23 februari 1696, maar met hem stierf deze tak gelijk weer uit. De ook nu nog overlevende tak met de titel báro verkreeg deze op 13 januari 1713. De tak zaláni, die nog de oertitel primor voeren, zijn afgesplitst tijdens de Thököly-opstand in de 17e eeuw, waarin zij een andere kant kozen dan de rest van de familie. Toen de opstandelingen in de Slag om Zernest (tegenwoordig Roemeens Zărnești) verslagen werden, vertrok een lid van het huis Apor met zijn echtgenote Székely Judit (een telg uit het huis Székely) naar Zalán. De hieruit voortkomende tak van het huis Apor voeren de stijl zaláni (Latijn: Apor de Zalán; German: Apor von Zalán).

## Bekende familieleden

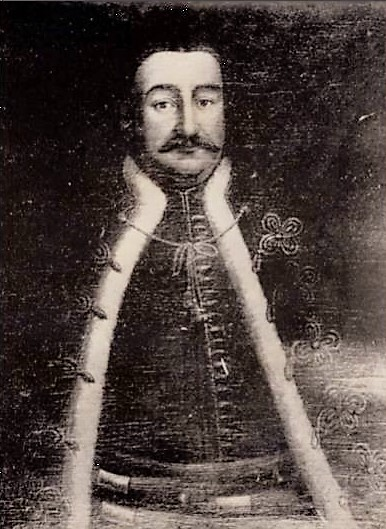
Graaf Apor István (1638-1704), schatbewaarder en militair opperbevelhebber van Transsylvanië

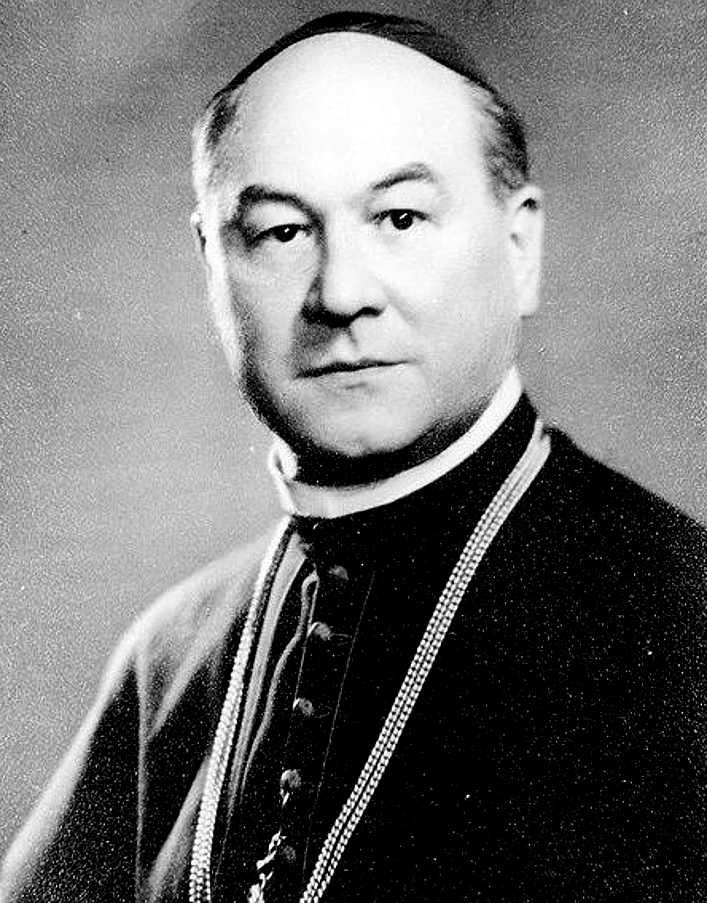
Baron Apor Vilmos, zalig verklaard bisschop. Beschermheilige van o.a. misbruikslachtoffers en activisten

- László Apor (12e-13e eeuw), vajda (wojwode) van Transsylvanië. De facto onafhankelijk heersend vorst, heeft koning Otto gegijzeld, zijn kroon ontnomen en zo de troonsbestijging van de Angevijnse dynastie mogelijk gemaakt.
- Péter Apor (1676–1752) főkirálybíró (koninklijk opperrechter, een hoge bestuurstitel) in Háromszék, bekend historicus.
- Károly Apor (1815–1885) politicus, voorzitter van het hooggerechtshof van Transsylvanië.
- Gábor Apor (1851–1898), Oostenrijks-Hongaars staatssecretaris van Buitenlandse Zaken.
- Vilmos Apor (1892–1945) zalig verklaarde bisschop van Győr
- József Apor (1823-1899), officier in de Hongaarse Revolutie van 1848-1849, veroordeeld tot gevangenisstraf door de Habsburgse overheid, vanwege zijn deelname in de verzetsbeweging van Makk en Váradi uit 1853-1854.[13] Zijn celmaat Rákóczy Húgo (van het geslacht Rákóczi) schilderde van hem een portret in de gevangenis, dat nu in het Szekler Nationaal Muzeum te bezichtigen is.[14]
- László Apor, succesvol zakenman tussen de twee wereldoorlogen. Hij hield zich voornamelijk bezig met mineraalwater. In 1951 werd hij gedeporteerd en jarenlang als dwangarbeider in een strafkamp in de Dobroedzja tewerkgesteld door de toenmalige communistische overheid van Roemenië[15]

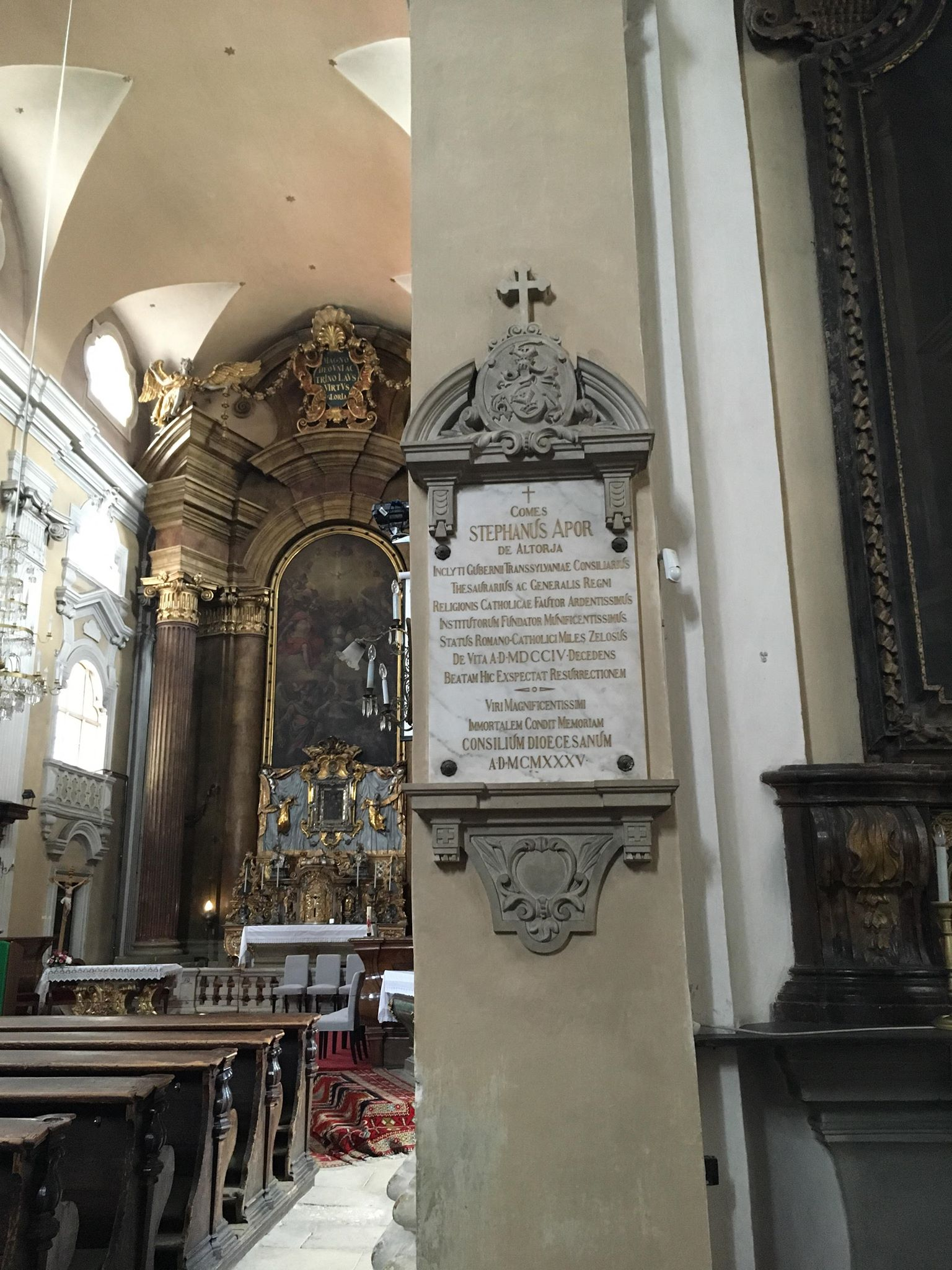
Plakkaat ter nagedachtenis aan István graaf Apor von Altorja in de Piaristenkerk te Kolozsvár (Cluj).

## Land
Het huis Apor had verschillende landerijen in Transsylvanië, waaronder in Torja, in Háromszék, en in Abosfalva. De tak zaláni Apor had eveneens meerdere landerijen, waaronder in Zalán en in Szentivánlaborfalva. Hun huidige afstammelingen hebben het landhuis en enig land in Szentivánlaborfalva teruggekregen, na de val van het communistische regime in 1989.

## In literatuur
Leden van het huis Apor zijn de hoofdpersonages in de roman "Bálványosvár" (Fort der Idolen) van de Hongaarse schrijver Jókai Mór. Het boek vertelt een oude Székelylegende over Apor Szilamér, zoon van rabonbán (vorst) Apor Kevend, die verliefd raakt op het meisje Mikes Imola, de dochter en het enige kind van het familiehoofd van het huis Mikes. De Apors waren toentertijd nog heidenen, de Mikes waren al bekeerd tot het christendom. Een huwelijk tussen deze groepen was uiteraard streng verboden. In een impuls besluit Szilamér om het meisje te ontvoeren, waarop beide families naar de wapenen grijpen. Uiteindelijk blijkt de liefde met Imola wederzijds, besluiten de Apor zich te bekeren tot het christendom en kan een huwelijk plaatsvinden. Zo werd oorlog top het laatste moment voorkomen en was de laatste machtige Transsylvaanse familie tot het christendom bekeerd.

## Muziek
Apor Lázár táncza ('de dans van Lázár Apor'), een dans uit de 17e eeuw en daarmee een van de oudste overgebleven Hongaarse muziekstukken draagt de naam van primor Lázár Apor, koningsrechter-bestuurder (alkirálybiró) van Kézdiszék (bladmuziek op Hongaarse Wikipedia) (video op YouTube).